# هارکاکوتونی
هارکاکوتونی (به مجاری:  Harkakötöny) یک منطقهٔ مسکونی در مجارستان است که در باچ-کیش‌کون واقع شده‌است. هارکاکوتونی ۵۲٫۷۰ کیلومتر مربع مساحت و ۱٬۰۱۴ نفر جمعیت دارد.